# ATS-3
O ATS-3 (da série Applications Technology Satellite) foi um satélite de comunicação lançado pela NASA em 5 de Novembro de 1967 a partir da Estação da Força Aérea de Cabo Canaveral por intermédio de um foguete Atlas-Agena D.
O ATS-3 se tornou um dos experimentos mais longevos. Lançado pela NASA como um satélite de comunicação geostacionário, permaneceu em operação de 1967 a 2011. Ele foi certa vez declarado como o mais antigo satélite ativo existente. Em 1995, a NASA se referiu a ele como "The oldest active communications satellite by a wide margin".

## História
Lançado em Novembro de 1967, o ATS-3 permaneceu em serviço por 34 anos anteas de ser retirado de serviço em 2001. Além de ter transmitido a primeira imagem colorida do disco da Terra captada por um satélite. [carece de fontes?]
Devido às falhas no sistema de peróxido de hidrogênio no ATS-1, o ATS-3 foi equipado com sistemas de propulsão a hidrazina. O seu sucesso, levou a incorporação desse sistema no ATS-4 e ATS-5, como único sistema de propulsão.

## Características
Esse satélite tinha o formato cilíndrico, com 142 cm de diâmetro e 180 cm de altura (cerca de 360 cm de altura se considerar a cobertura do motor) com a superfície recoberta por painéis solares, e estabilizado por rotação.

### Instrumentos
Os experimentos do ATS-3 incluíam: comunicações em VHF e banda C, uma câmera colorida rotativa (principalmente desenvolvida por Verner E. Suomi), uma câmera do tipo "image dissector", uma antena com compensação mecânica de giro, propulsão usando resistojets e hidrazina, experimentos de superfície ótica, e medição do conteúdo de elétrons na ionosfera e na magnetosfera.
Um total de onze experimentos foram conduzidos durante a missão:
- Multicolor Spin-Scan Cloudcover Camera (MSSCC)
- Radio Beacon
- Image Dissector Camera (IDC)
- Communication Microwave Transponder (Hughes Co)
- Communication VHF Radio Transponder (Hughes Co)
- Self Contained Navigation Experiment (CDC Co)
- Reflectrometer Experiment
- Hydrazine Thruster
- Resisto-Jet Thruster
- Meteorological Data Relay System
- Position and Location Equipment

## Missão
O satélite operou em órbita geossíncrona a mais de 35.000 km de altitude, a sua capacidade de coleta de imagens e de comunicação, ajudou em operações de salvamento em situações de desastre, incluindo a Erupção do Monte Santa Helena de 1980 e o Terremoto da Cidade do México de 1985. 